# Кубок Андорри з футболу 1999
Кубок Андорри з футболу 1999 — 7-й розіграш кубкового футбольного турніру в Андоррі. Переможцем вшосте поспіль став Принсіпат.

## Фінал
|  |

| Принсіпат | 3:1 | Санта-Колома |
| --------- | --- | ------------ |
|           |     |              |

| Комуналь д'Айшовалль, Айшоваль |